# Robert J. Huebner
Robert Joseph Huebner (* 23. Februar 1914 in Cheviot (Ohio); † 26. August 1998 in Coatesville (Pennsylvania)) war ein US-amerikanischer Virologe. Er ist Ko-Entdecker der ersten humanen Adenoviren und propagierte in den 1960er Jahren das Konzept des Onkogens.
Huebner wuchs auf dem Land auf und studierte am Xavier College und Medizin an der University of Cincinnati und ab 1938 an der Saint Louis University School of Medicine mit dem Abschluss (M.D.) 1942. Dabei wurde er beinahe von der Universität verwiesen, da er sich das Studium mit Nebenjobs finanzierte, die gegen das Reglement verstießen. Im Zweiten Weltkrieg diente er in einem Marinehospital in Seattle und als Arzt auf einem Schiff der Küstenwache vor Alaska. 1944 wurde er zur Forschung an die National Institutes of Health abgestellt.
1946 identifizierte er in Queens mit dem Entomologen Charles Pomerantz († 1973) eine Fieberepidemie bei Bewohnern eines Hauskomplexes als neue Krankheit (Rickettsien-Pocken), übertragen durch Milben und deren Wirten (Mäusen). Dafür erhielt er 1949 den Bailey K. Ashford Award der American Society of Tropical Medicine. Die Krankheit führte zu schweren Fieberanfällen und Hautläsionen und forderte ein Todesopfer (einen elfjährigen Jungen). Die übertragenden Milben waren in den Mauern des Gebäudes so zahlreich, dass die Tapeten in Bewegung schienen. Das Bakterium war durch Immigranten aus Russland eingeschleppt worden.
Bald darauf klärte er eine Q-Fieber-Epidemie in Kalifornien auf, verursacht durch ein Rickettsien-ähnliches Bakterium (Coxiella burnetii) in nicht ausreichend pasteurisierter Milch. Da er Hygienemängel bei der Viehhaltung verantwortlich machte, zog er sich den Zorn der Milchfarmer zu, obwohl er die Epidemie beenden konnte.
1953 entdeckte er mit seinem Kollegen Wallace P. Rowe bei der Untersuchung von Erregern, die Erkältungen auslösen, humane Adenoviren, die sie in einer Kultur von Tumorzellen vermehren konnten. Bald darauf entdeckten sie auch das Humane Cytomegalievirus. Sie fanden auch, dass die Viren Zellvermehrung auslösen konnten und Huebner postulierte 1969 die Existenz von Onkogenen und von Viren bei der Krebsverursachung.
Huebner war bis 1968 am Labor für Infektionskrankheiten der National Institutes of Health und leitete bis zum Ruhestand 1982 das Laboratory of Viral Carcinogenesis am National Cancer Institute. Dort initiierte er umfangreiche Forschungen zur Rolle von Viren bei der Krebsentstehung (insbesondere Retroviren) und zu Onkogenen.
1969 erhielt er die National Medal of Science und er erhielt den Rockefeller Public Service Award. Er war seit 1960 Mitglied der National Academy of Sciences.
Er war zweimal verheiratet und hatte eine eigene Farm in Frederick (Maryland), auf der er Rinder züchtete. Er starb nach längerer Alzheimer-Erkrankung an einer Lungenentzündung.